# Bacary Sagna
Bacary Sagna (n. 14 februarie 1983, în Sens) este un fotbalist francez retras din activitate care a evoluat pentru echipa națională de fotbal a Franței pe postul de fundaș.

## Cariera

### Auxerre
Sagna a jucat în 87 de partide în Ligue 1 pentru Auxerre, și a luat parte în echipa care în 2005 câștiga Cupa Franței. A jucat de asemenea în Cupa UEFA, în fiecare dintre cele 3 sezoane în care a stat la Auxerre, jucând 17 meciuri în această competiție ca fundaș dreapta.

### Arsenal

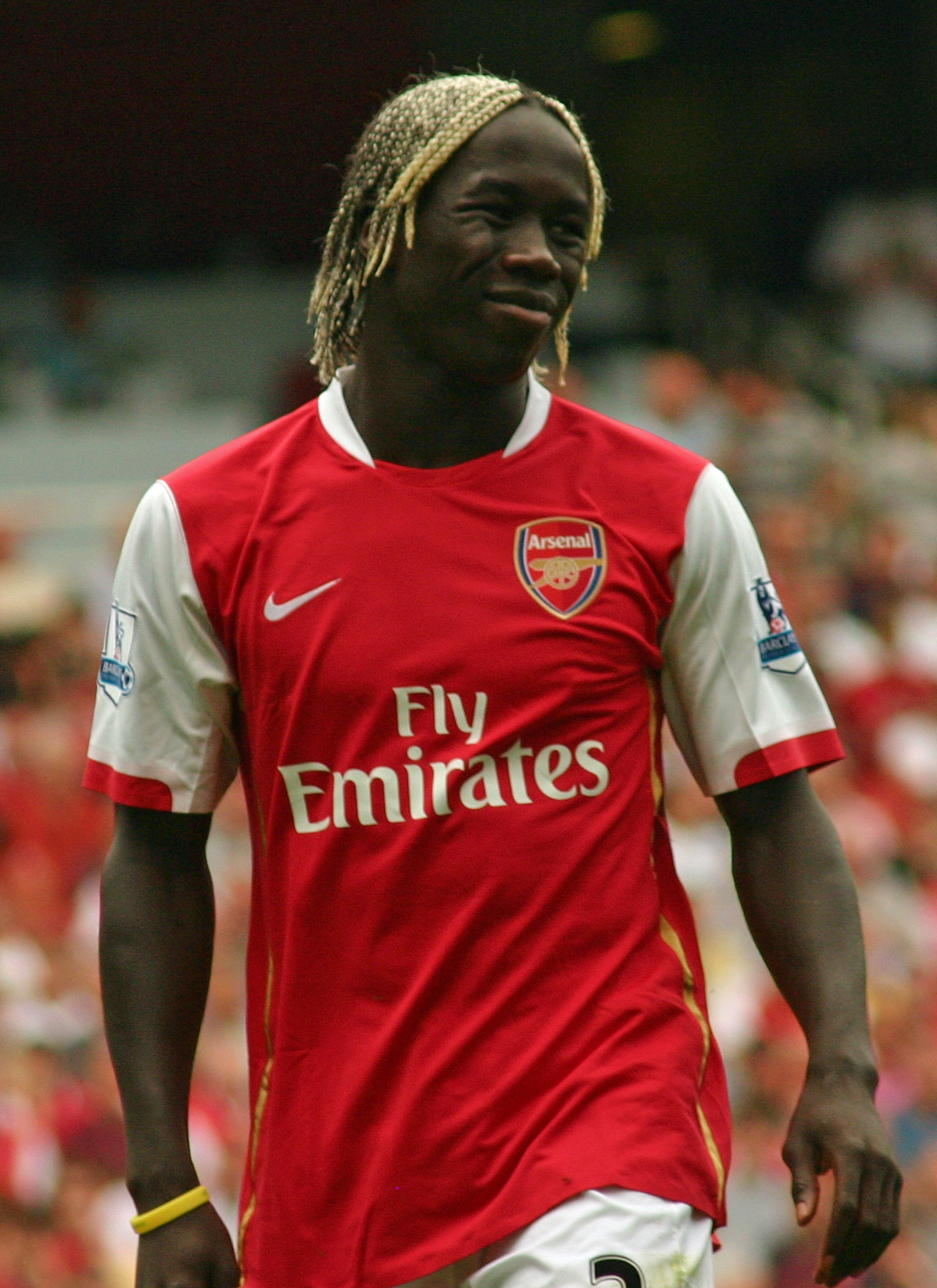
Sagna jucând pentru Arsenal în sezonul 2007–2008.

Pe 12 iulie 2007, Sagna s-a transferat la Arsenal pentru o sumă care nu a fost făcută publică, care inițial ar fi fost de 9 milioane de euro și care putea crește până la 11 milioane de euro. I s-a repartizat tricoul cu numărul 3, tricou purtat în trecut de Ashley Cole și de Nigel Winterburn.
Sagna și-a făcut debutul la Arsenal pe 19 iulie 2007 împotriva echipei turce Gençlerbirliği SK, într-un amical câștigat de „Tunari” cu 3-0, din stagiul de pregătire din Austria.
Debutul în Premier League a venit împotriva lui Fulham, meci în care a avut o evoluție bună, Arsenal câștigând cu 2-1. De la venirea sa la Arsenal, Sagna a fost preferat de Arsene Wenger ca fundaș dreapta, în timp ce Emmanuel Eboué a fost mutat pe poziția de extremă dreapta.
Pe 23 martie 2008, Bacary a înscris primul său gol din Premier League, cu capul dintr-un corner, deschizând scorul pentru Arsenal în derby-ul cu Chelsea. La sfârșitul sezonului, a fost numit în „Echipa Anului PFA”. De asemnea, Sagna s-a poziționat pe locul 4 în topul preferințelor fanilor, datorită evoluției din sezonul 2007-2008.
Pe 4 iunie 2008, s-a anunțat că Sagna a semnat un nou contract cu „Tunarii”. Arsenal i-a prelungit contractul pe încă 2 ani, contract ce dura până în 2014. Acest lucru l-a făcut pe Bacary să declare că: „Iubesc Arsenal, este un club minunat” și a adăugat: „Antrenorul este de asemenea foarte bun, iar în sezonul următor ne vom lupta pentru toate trofeele”. A reușit să scoată o minge de pe linia porții într-un egal, scor 2–2 cu Aston Villa. Sagna continuă evoluțiile bune și în sezonul următor, oferind mai multe pase de gol și fiind urmărit de echipe precum Inter Milano. În sezonul 2010-2011 reușește să marcheze primul său gol pe Emirates Stadium într-un meci cu Celtic, câștigat de Arsenal cu scorul de 3-2, care își adjudeca Emirates Cup pentru a doua oară consecutiv. Al doilea gol al sezonului l-a marcat la data de 14 noiembrie 2010, în meciul cu Everton, partidă câștigată de tunari în deplasare cu scorul de 2-1. În meciul cu Partizan Belgrad din 8 decembrie 2010, Sagna încasează primul său cartonaș roșu la Arsenal. La finalul sezonului, a fost inclus din nou în „Echipa anului PFA”.
Pe 17 mai 2014, Sagna a jucat în Finala Cupei FA 2014, în care Arsenal a învins-o pe Hull City cu 3–2 pe Wembley Stadium, fiind primul trofeu oficial obținut la acest club.

### Manchester City
După ce devine liber de contract, la 13 iunie 2014 se alătură echipei „cetățenilor”, primind tot tricoul cu numărul 3.

## La națională
Sagna a reprezentat în trecut naționala sub 21 de ani a Franței, participând la Campionatul European U-21 din 2006. A primit prima convocare la naționala Franței pe 22 august 2007, pentru un amical împotriva Slovaciei, partidă câștigată cu 1-0 de echipa din „hexagon”, înlocuindu-l pe François Clerc după 60 de minute de joc. Și-a făcut debutul la națională într-un meci oficial în victoria din deplasare a Franței, 6-0, împotriva Insulelor Feroe pe 13 octombrie 2007, în preliminariile pentru Euro 2008, jucând tot meciul.
A ratat Euro 2012 din cauza unei accidentări.

## Viața personală
Are origini senegaleze și este musulman. Are doi copii cu soția sa, Ludivine, care provine din Auxerre. Vărul său, Ibrahima Sonko, a jucat în Anglia la Reading și în Turcia, la Akhisar Belediyespor.

## Palmares
AJ Auxerre
- Coupe de France: 2005
- Cupa UEFA Intertoto: 2006

Arsenal
- FA Cup: 2013–14

Individual
- Jucătorul sezonului la Auxerre: 2006–07
- UNFP Ligue 1 Team of the Year: 2006–07
- PFA Premier League Team of the Year: 2007–08, 2010–11